# José Luis Martín Vigil
José Luis Martín Vigil (Oviedo, 28 de octubre de 1919 - Alcobendas, 20 de febrero de 2011) fue un sacerdote y escritor español. Perteneció a la Compañía de Jesús de 1948 a 1958 y continuó ejerciendo el sacerdocio hasta finales de los años 1960.
De gran éxito como novelista en las décadas de 1960 y 1970, durante la dictadura franquista, fueron suyas obras como La vida sale al encuentro, Sexta galería (Premio de novela Ciudad de Oviedo en 1962), Réquiem a cinco voces (Premio Pérez Galdós en 1965), Habla mi viejo (Premio Gran Angular en 1985), Los curas comunistas, La droga es joven, Una comuna en Madrid, El sexo de los ángeles o Y ahora qué señor fiscal, entre otras muchas. Autor de una literatura de carácter social y dirigida a un público juvenil, falleció sumido en el olvido. Más de una década después de su muerte, la Compañía de Jesús afirmó que recibieron dos denuncias de pederastia contra él en 1958 en Salamanca y le obligaron a dejar la orden.

## Biografía
Hijo de Natalio Martín, muy conocido sastre de la buena sociedad ovetense, realizó sus estudios elementales y bachillerato con los jesuitas en Oviedo y, a comienzos de los años 1930, se mudó a Madrid para estudiar en la recién creada Escuela Técnica Superior de Ingenieros Navales. La guerra civil española lo sorprendió en las vacaciones de verano en Asturias y se alineó con el bando sublevado, participando en la lucha en el frente del Ebro y la batalla de Madrid, además de en Extremadura y en Toledo.
Al terminar la guerra, terminó los estudios de la ingeniería y cursó Filosofía y Teología en la Universidad de Comillas. En 1948 ingresó en la Compañía de Jesús y cinco años más tarde fue ordenado sacerdote. Trabajó como capellán de residencias universitarias y profesor en diferentes centros de enseñanza, como el Colegio Santiago Apóstol de Vigo entre 1951 y 1953. En 1955 publicó su primera novela en México, una obra que tendría un éxito importante en España, La vida sale al encuentro, ambientada precisamente en Vigo. Tres años más tarde, en 1958, dejaría la Compañía de Jesús y varios años más tarde también abandonó el sacerdocio.
Después de esa primera novela comenzó a escribir con más regularidad, especialmente novelas para jóvenes abordando temas como la sexualidad, la homosexualidad que Martín Vigil no ocultó, las drogas, etc. cultivando también otros géneros, como la novela erótica. También publicó varios libros de carácter religioso como Yo Ignacio de Loyola, En Marcha Cristianos, Destino: Dios o Listos para resucitar. Fue premiado dos veces por la Oficina Católica de París a la mejor novela extranjera. El también jesuita Pedro Miguel Lamet escribió: «Hay lectores que lloraron con 'La vida sale al encuentro' cuando el hermanito pequeño del personaje principal, en una clara relación de homosexualidad reprimida, muere apretando con la mano una medalla de la Virgen mientras el protagonista explicitaba sus deseos de ser sacerdote. Era más revolucionario de lo que parecía». En 1993 escribió sus memorias, Los días contados.
También presentó los programas de radio y televisión, incluida uno con Susana Estrada, donde analizó la educación sexual en la España de la década de 1980. Hasta su muerte, tenía un piso en la calle Velázquez de Madrid.

## Acusaciones de pederastia
En 1976 fue denunciado por pederastia pero la denuncia no prosperó. La Compañía de Jesús, que en el marco de una investigación interna cuyos resultados se dieron a a conocer en 2021, admitió abusos a 81 y 37 adultos menores desde 1927, reveló en 2023 que tuvo dos denuncias de abuso de menores contra Martín Vigil entre 1957 y 1958 mientras estaba en Salamanca, obligándole a dejar la orden, aunque no fue denunciado a las autoridades. Martín Vigil se trasladó entonces a la diócesis de Oviedo donde siguió ejerciendo el sacerdocio durante una década. Allí fue denunciado por otros dos casos que llevaron a que el entonces obispo Vicente Enrique y Tarancón le echara de la diócesis a mediados de la década de 1960, según testimonio del exalcalde de Oviedo y eurodiputado Antonio Masip.

## Obras

### Ficción
- La vida sale al encuentro (1955)
- La muerte está en el camino (1956)
- Sexta galería (1962)
- Réquiem a cinco voces (1963)
- Alguien debe morir (1964)
- Tierra brava (1966)
- Una chabola en Bilbao (1960)
- Los curas comunistas (1965)
- La sociedad contra Miguel Jalón (1966)
- Del amor y del mar (1971)
- Nación de muchachos (1973)
- Muerte a los curas (1974)
- Y ahora que, señor fiscal (1975)
- Secuestro de Estado (1979)
- Cierto olor a podrido (1962)
- Una noche, un puñal (1980)
- Doce indeseables (1982)
- El rollo de mis padres (1982)
- El faro de barlovento (1983)
- Los hijos de Sira López (1983)
- Un tal Marcos (1984)
- The boys' war (1984)
- Mi nieto Jaime (1985)
- La vida a una carta (1986)
- Habla mi viejo (1986, Premio Gran Angular)
- Beatriz, un caso aparte (1987)
- Tres primos entre sí (1988)
- Ganímedes en Manhattan (1988)
- Iba para figura (1991)
- Me llamo Tolo (1994)

### No ficción
- Un sexo llamado débil (1973)
- Destino: Dios (1957)
- ¡En marcha, cristianos! (1963)
- Listos para resucitar (1958)
- El gran Hiram (1981)
- Yo, Ignacio de Loyola (1989)